# Jay Kelly
Jay Kelly är en amerikansk dramakomedifilm som har premiär den 14 november 2025. Filmen är regisserad av Noah Baumbach efter ett manus han skrivit tillsammans med Emily Mortimer.

## Handling
Alla känner Jay Kelly, men han känner inte sig själv.

## Rollista (i urval)
- George Clooney - Jay Kelly
- Adam Sandler
- Laura Dern
- Billy Crudup
- Riley Keough
- Jim Broadbent
- Jamie Demetriou
- Isla Fisher
- Greta Gerwig
- Eve Hewson
- Stacy Keach
- Emily Mortimer
- Louis Partridge
- Charlie Rowe
- Parker Sawyers
- Patrick Wilson
- Patsy Ferran
- Lars Eidinger
- Grace Edwards
- Thaddea Graham
- Josh Hamilton
- Nicôle Lecky
- Alba Rohrwacher
- Kyle Soller